# José María Paternina Iturriagagoitia
José María Paternina Iturriagagoitia (Ollauri, La Rioja, 1905 - Alicante, 1995), fue un militar español y gobernador civil de Alicante.

## Biografía
José Mª Paternina Iturriagagoitia nació en Ollauri (La Rioja) segundo hijo de D. José de Paternina y Jusué y Dª María Iturriagagoitia y Moneo, Marqueses de Terán. Cursó sus estudios interno en el Colegio de los Sagrados Corazones de Miranda de Ebro hasta que, al acabar el bachillerato superior, pasó a Vitoria para preparar su ingreso en la Academia de Caballería de Valladolid. Tras su salida de la misma como oficial, fue destinado a Ceuta pasando más tarde a Madrid, en el Regimiento de los Húsares de la Princesa. Solicitó y le fue concedido el curso de piloto de Aviación en la Base Aérea de Los Alcázares (Murcia). Una vez obtenido dicho título fue destinado a Cabo Juby (Protectorado español de Marruecos) ya como oficial de Aviación (Servicio Vuelo) hasta que en 1931, con la Ley de Azaña, se retiró del Ejército fijando su residencia en Alicante, de donde era su esposa Dª Josefa A. Bono Marín. En 1936, tras el inicio de la Guerra Civil, se reincorporó al Ejército Nacional siendo destinado con su unidad a los frentes de Córdoba, Cáceres, Madrid y Zaragoza participando en la Batalla del Ebro. Al acabar dicha Guerra fue destinado como Subdirector a la Escuela Premilitar en San Javier (Murcia). En 1944 fue nombrado gobernador civil de Alicante, cargo en el que estuvo hasta 1948. En 1949 y ya con el grado de teniente coronel pasó a la Academia General del Aire en San Javier (Murcia) hasta que, ascendido a coronel, paso a la Región Aérea Pirenaica en Zaragoza como Jefe de Estado Mayor. Su último destino militar fue de Jefe de la Base aérea de La Parra y de la Escuela de Vuelos sin Visibilidad en Jerez de la Frontera. En 1972 fue ascendido a General Honorario del Ejército del Aire (S.V.). Tras su retiro fijó de nuevo su residencia en Alicante donde falleció en 1994. En 1969 fue nombrado Presidente de la Junta del Puerto de Alicante, cargo que ocupó hasta que en 1977 presentó su renuncia al mismo. Estaba en posesión de numerosas condecoraciones nacionales y extranjeras, entre ellas la Medalla de Oro de la Provincia de Alicante que le fue concedida en 1973.